# Бриндизи
Брѝндизи (на италиански: Brindisi; известен още като Брундизий/Brundisium) е град с многовековна история и община, разположен в днешна Южна Италия. Има голямо икономическо значение, тъй като има пристанище на Адриатическо море, което още по римско време се използва за морска търговия с Гърция и Ориента. Още тогава бил свързан с Рим и други градове чрез пътищата Виа Апия и Виа Траяна. Днес е административен център на провинция Бриндизи, част от региона Апулия. Има население от около 90 000 души.

## Личности
Родени
- Роже дьо Флор (1266 – 1305), средновековен авантюрист

## Побратимени градове
- Галац, Румъния (2007)